# Weilheim
Weilheim je část německého města Tübingen v Bádensku-Württembersku. Nachází se na okraji města, jihozápadně od centra a má 1505 obyvatel (2006).

## Poloha
Městská část se nachází v údolí řeky Neckar, 3 km jihozápadně od centra města. Leží na železniční trati z Tübingenu do Horb am Neckar a na silnici L 370 z Tübingenu do města Rottenburg am Neckar. K Weilheimu připadají také dvě místní části, Kreßbach a Eck, které se nacházejí na náhorní plošině Rammert.

## Historie
Městská část Weilheim byla založena již před více než 900 lety. První písemné zmínky pocházejí z roku 1090, kdy je zmiňována pod názvem „Wilon“ v souvislosti s klášterem Zwiefalten, jemuž patřila včetně místního kostela.